# Paleolaginae
Los paleolaginos (Paleolaginae) son una subfamilia de mamíferos lagomorfos de la familia Leporidae que incluye los lepóridos con características morfológicas más primitivas.

## Taxonomía
Los paleolaginos contiene tres géneros:
- Pentalagus
- Romerolagus
- Pronolagus

- Datos: Q9054785